# Kiriakos Karataidis
Kiriakos Karataidis (gr. Κυριάκος Καραταΐδης, ur. 4 lipca 1965) – piłkarz grecki grający na pozycji środkowego obrońcy.

## Kariera klubowa
Karierę piłkarską Karataidis rozpoczął w klubie AGS Kastoria. W sezonie 1982/1983 zadebiutował w jego barwach w drugiej lidze greckiej, a od lata 1983 grał w podstawowym składzie Kastorii. Jej piłkarzem był przez 6 sezonów, jednak nie odniósł znaczących sukcesów i grał z nią tylko w Beta Ethniki.
W 1988 roku Karataidis przeszedł Olympiakosu Pireus. W pierwszym sezonie gry w Olympiakosie został wicemistrzem Grecji, jednak dopiero od następnego stał się podstawowym zawodnikiem tej drużyny. W 1991 i 1992 roku wywalczył kolejne dwa wicemistrzostwa, a w tym drugim przypadku także pierwszy Puchar Grecji (drugi zdobył w 1999 roku). W 1995 roku ponownie został wicemistrzem, a w 1997 roku po raz pierwszy mistrzem kraju. Od 1997 roku do 2001 roku pięciokrotnie z rzędu wraz z Olympiakosem wywalczył tytuł mistrzowski. W klubie z Pireusu grał do końca sezonu 2000/2001 i wtedy też zakończył karierę piłkarską.
| Sezon   | Klub           | Kraj   | Rozgrywki     | Mecze | Bramki |
| ------- | -------------- | ------ | ------------- | ----- | ------ |
| 1982/83 | AGS Kastoria   | Grecja | Beta Ethniki  | 3     | 0      |
| 1983/84 | AGS Kastoria   | Grecja | Beta Ethniki  | 21    | 0      |
| 1984/85 | AGS Kastoria   | Grecja | Beta Ethniki  | 22    | 0      |
| 1985/86 | AGS Kastoria   | Grecja | Beta Ethniki  | 36    | 0      |
| 1986/87 | AGS Kastoria   | Grecja | Beta Ethniki  | 37    | 2      |
| 1987/88 | AGS Kastoria   | Grecja | Beta Ethniki  | 34    | 2      |
| 1988/89 | Olympiakos SFP | Grecja | Alpha Ethniki | 26    | 1      |
| 1989/90 | Olympiakos SFP | Grecja | Alpha Ethniki | 30    | 0      |
| 1990/91 | Olympiakos SFP | Grecja | Alpha Ethniki | 33    | 0      |
| 1991/92 | Olympiakos SFP | Grecja | Alpha Ethniki | 32    | 0      |
| 1992/93 | Olympiakos SFP | Grecja | Alpha Ethniki | 31    | 1      |
| 1993/94 | Olympiakos SFP | Grecja | Alpha Ethniki | 31    | 1      |
| 1994/95 | Olympiakos SFP | Grecja | Alpha Ethniki | 27    | 0      |
| 1995/96 | Olympiakos SFP | Grecja | Alpha Ethniki | 33    | 0      |
| 1996/97 | Olympiakos SFP | Grecja | Alpha Ethniki | 34    | 0      |
| 1997/98 | Olympiakos SFP | Grecja | Alpha Ethniki | 32    | 0      |
| 1998/99 | Olympiakos SFP | Grecja | Alpha Ethniki | 29    | 0      |
| 1999/00 | Olympiakos SFP | Grecja | Alpha Ethniki | 17    | 0      |
| 2000/01 | Olympiakos SFP | Grecja | Alpha Ethniki | 8     | 0      |

## Kariera reprezentacyjna
W reprezentacji Grecji Karataidis zadebiutował 17 stycznia 1990 w wygranym 2:0 towarzyskim spotkaniu z Belgią. W 1994 roku został powołany przez selekcjonera Alkietasa Panaguliasa do kadry na Mistrzostwa Świata w USA. Tam wystąpił w jednym spotkaniu, przegranym 0:4 z Bułgarią. Do 1997 roku rozegrał w kadrze narodowej 34 mecze.